# Ніколай Гансен
Ніколай Гансен (англ. Nikolai Hansen, нар. Ґлумсо, Сторстром, Данія) — данський стронгмен. Найвище досягнення - перше місце у змаганні за звання Найсильнішої людини Данії 2009. У 2006 та 2008 роках посідав другі місця.
У 2014 році брав участь у змаганні Велетні НаЖиво! 2014 в Норвеґії, де за підсумками шести змагань він опинився на восьмому місці.